# 10 Pułk Piechoty Liniowej

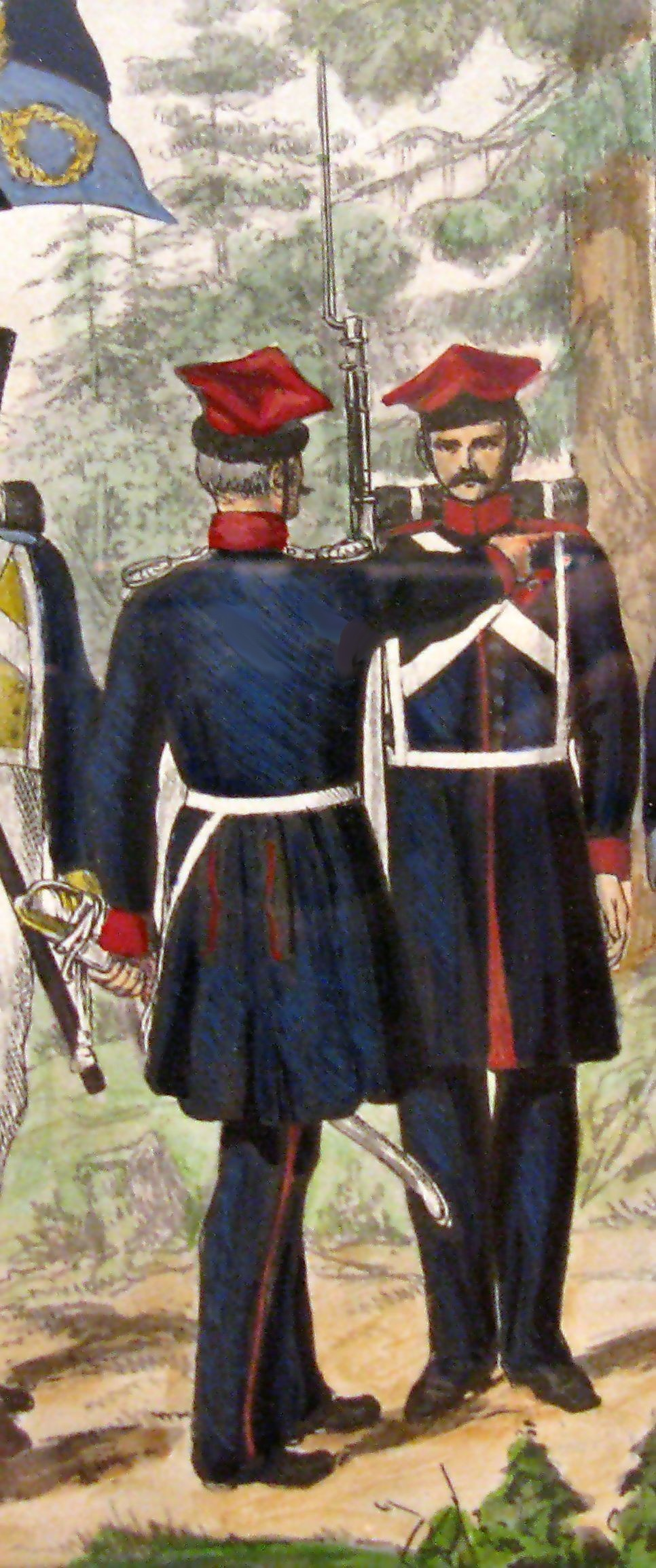
Żołnierze 10 pułku piechoty

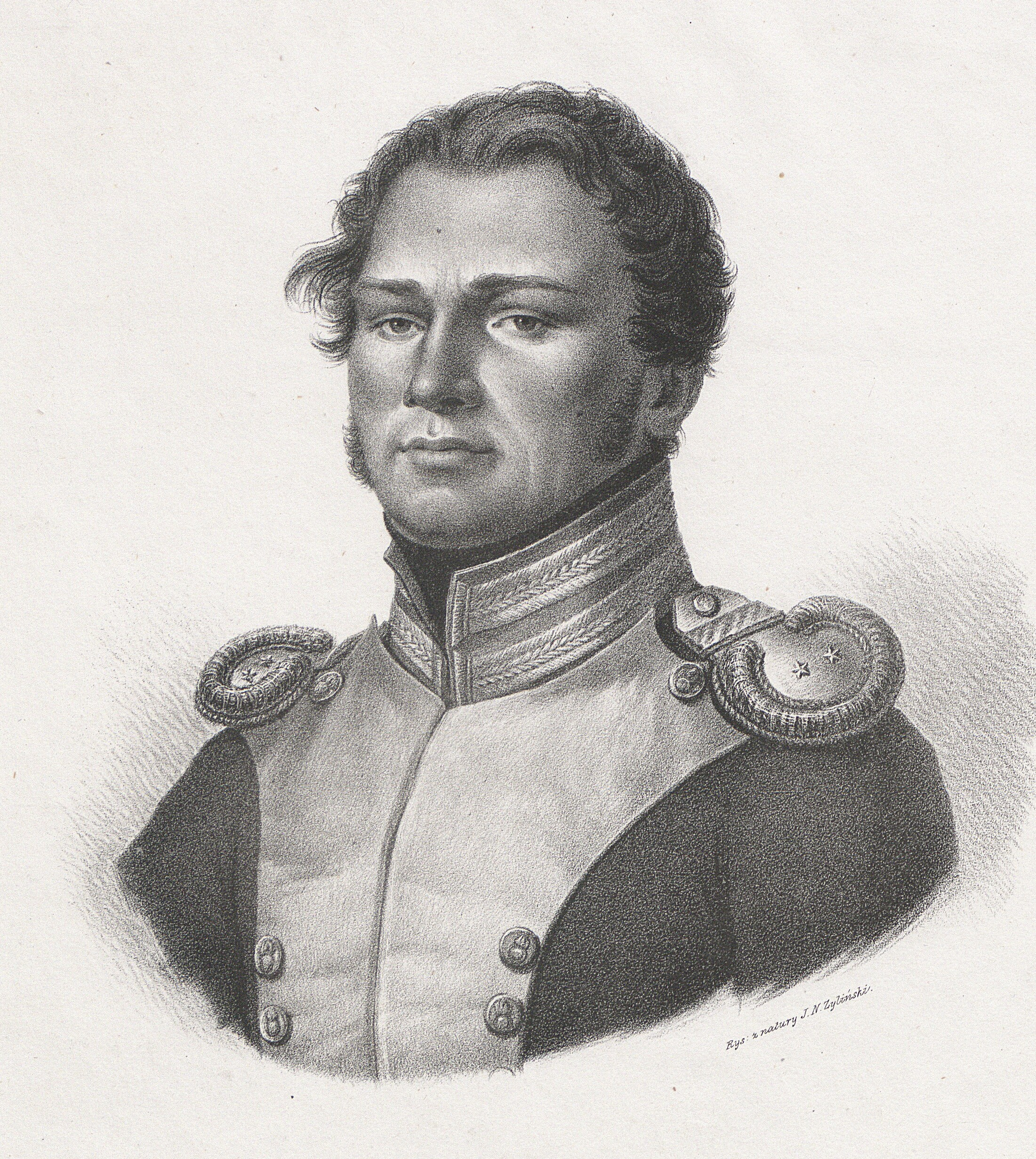
Piotr Wysocki 29 listopada 1830 r. według sztychu Jana Nepomucena Żylińskiego

10 Pułk Piechoty Liniowej – polski pułk piechoty okresu powstania listopadowego.

## Formowanie i zmiany organizacyjne
Po abdykacji Napoleona car Aleksander I wyraził zgodę na odesłanie oddziałów polskich do kraju. Miały one stanowić bazę do tworzenia Wojska Polskiego pod dowództwem wielkiego księcia Konstantego. 13 czerwca 1814 pułkowi wyznaczono miejsce koncentracji w Poznaniu.  Pułk nie został jednak odtworzony, bowiem etat armii Królestwa Polskiego przewidywał tylko 12 pułków piechoty. Nowe pułki piechoty sformowano dopiero po wybuchu powstania listopadowego. Rozkaz dyktatora gen. Józefa Chłopickiego z 10 stycznia 1831 nakładał obowiązek ich organizowania na władze wojewódzkie. 10 pułk piechoty tworzony był w województwie krakowskim pierwotnie pod nazwą: 2 Pułk Województwa Krakowskiego.
Według etatu pułk miał liczyć 2695 ludzi, rekrutowanych z Gwardii Ruchomej Województwa Krakowskiego. Zgodnie z raportem Regimentarza Lewego Brzegu Wisły Gwardia Ruchoma w tym województwie liczyła 6033 rekrutów. Pod koniec stycznia pułk liczył 1483 żołnierzy. W wykazach Komisji Wojskowej Rządu Stan obecnych do boju pojawia się 31 marca 1831 w liczbie 1557 żołnierzy (2 bataliony) w składzie korpusu Sierawskiego, następnie Dziekońskiego w sandomierskiem. 6 lipca był wykazany w składzie 3 Dywizji Piechoty gen. Małachowskiego (później Bogusławskiego), licząc 1071 osób w 2 batalionach. 22 sierpnia liczył 1217 ludzi, 8 października, przed przekroczeniem granicy pruskiej, liczył 650 ludzi.
Działał on też w korpusie Kazimierza Dziekońskiego.

## Żołnierze pułku
Pułkiem dowodzili:
- mjr Spytek Jordan (zmarł wskutek ran odniesionych 17 kwietnia),
- mjr Piotr Wysocki (od 25 maja; 6 września 1831 ranny, dostał się do niewoli rosyjskiej),
- ppłk Stanisław Jabłoński (od 21 września).

## Walki pułku
Pułk brał udział w walkach w czasie powstania listopadowego.
Bitwy i potyczki:
- Solec (13 kwietnia)
- Wronów (17 kwietnia)
- Kazimierz Dolny (18 kwietnia)[5]
- Serock (17 czerwca)
- Warszawa (6 i 7 września).

W 1831 roku, w czasie wojny z Rosją, żołnierze pułku otrzymali 12 złotych i 16 srebrnych krzyży Orderu Virtuti Militari.

## Uzbrojenie
Uzbrojenie podstawowe piechurów stanowiły kosy i piki oraz karabiny skałkowe. Z magazynów Komisji Rządowej Wojny pułk otrzymał początkowo jedynie 200 sztuk karabinów. Zapewne były to karabiny francuskie wz. 1777 (kaliber 17,5 mm), być może rosyjskie z fabryk tulskich wz. 1811 (kaliber 17,78 mm), z bagnetami. W późniejszym okresie uzbrojenie poprawiało się, dzięki broni zdobycznej i dostawom karabinów własnej produkcji. Wyposażenie żołnierzy, uzbrojonych w karabiny, uzupełniała ładownica na 40 naboi (czasem zastępowana torbą płócienną) oraz pochwa na bagnet.

## Umundurowanie
Umundurowanie początkowo było niejednolite i powinno składać się, zgodnie ze wspomnianym rozkazem, z:
- wołoszki lub sukmany, najlepiej sukiennej, podszytej płótnem, w kolorze zgodnym ze strojem włościańskim w danym województwie, z kołnierzem w kolorze województwa;
- kaftana lub kożuszka z rękawami, zakrywającego podbrzusze;
- spodni sukiennych, płótnem podszytych, szarych lub w kolorze wołoszki;
- ciżem (trzewików) lub butów krótkich (z krótkimi cholewami);
- furażerki z zausznicami, z lampasem (otokiem) w kolorze województwa;
- dwóch halsztuchów (chustek na szyję) czarnych;
- trzech koszul;
- pary rękawiczek bez palców;
- dwóch par gatek (kalesonów) płóciennych.

W początkowym okresie ubiór 2 Pułku Piechoty Województwa Krakowskiego był zapewne zbliżony do ubioru żołnierzy 1 Pułku Piechoty Województwa Krakowskiego (9 Pułku Piechoty Liniowej). W późniejszym okresie, po przejściu na etat Komisji Rządowej Wojny, umundurowanie zostało ujednolicone i składało się z granatowej wołoszki z pąsowymi wyłogami rękawów, naramiennikami i kołnierzem, spodni granatowych z pąsową wypustką oraz miękkie, niskie, pąsowe rogatywki, obszyte barankiem. Pasy białe, trzewiki czarne.
Wyłogi pąsowe, rogatywki pąsowe.